# Laurens ten Heuvel
Laurens ten Heuvel (Amsterdam 6 juni 1976) is een Nederlands voormalig voetballer die als aanvaller speelde. Aansluitend werd hij trainer in het amateurvoetbal.

## Loopbaan
Hij speelde in zijn jeugd voor JOS Watergraafsmeer, Ajax en Haarlem. In 1995 debuteerde hij in het betaalde voetbal bij FC Den Bosch. Na 3 wedstrijden vertrok hij naar het Engelse Barnsley, waar hij twee jaar speelde. In 1998 stond hij kortstondig onder contract bij Northampton Town, waarvoor hij nooit een wedstrijd speelde. Ten Heuvel kwam via First Vienna bij de amateurs van RKSV DCG terecht. In 2001 kwam hij weer terug in het betaalde voetbal bij Stormvogels Telstar, zijn comeback in het betaalde voetbal was spectaculair, hij scoorde 20 doelpunten in 31 wedstrijden.
De aanvaller vertrok weer naar Engeland, ditmaal naar Sheffield United, maar daar kwam hij weinig aan spelen toe, hij zou nog een half jaar bij Bradford City spelen, maar binnen een jaar was hij weer terug in Nederland. Na één jaar bij De Graafschap keerde hij terug bij Haarlem, waar hij in zijn jeugd al eens speelde. In Haarlem werd Ten Heuvel weer vaste waarde en in 2006 zette hij zijn handtekening onder een contract bij het net gedegradeerde RBC Roosendaal, waar hij tot de zomer van 2008 onder contract staat. Vanaf eind januari 2008 speelt Ten Heuvel echter op huurbasis bij Stormvogels Telstar. Als Telstar de spits weer wil inlijven legt de Amsterdammer het contract naast zich neer en gaat in op een betere aanbieding van buurman Haarlem.
Bij Haarlem speelt Ten Heuvel in zijn eerste seizoen bij Haarlem 34 van de 38 wedstrijden. In zijn tweede seizoen speelt Ten Heuvel, tot het faillissement van de profclub na 23 wedstrijden, in totaal 22 wedstrijden. Hij speelde nog voor VV Katwijk in de Topklasse en sloot samen met zijn broer Arturo ten Heuvel af in de eerste klasse bij Ajax Zaterdag. Nu speelt hij nog voor het 35+ team van Ajax.